# Tegua (Argentina)
Tegua es una de las 7 pedanías en que se divide catastralmente el Departamento Río Cuarto de la Provincia de Córdoba, en la República Argentina.
Su nombre está asociado históricamente a un accidente geográfico, el Arroyo de Tegua, y a un monumento histórico, ya que no existe actualmente una población con ese nombre. Este arroyo, corre hacia el este, cruzando la Ruta Nacional N.º 36, entre las localidades de Elena y Alcira Gigena, que se encuentran al norte de la ciudad de Río Cuarto.

## Toponimia
El nombre del arroyo, y por extensión de todo el paraje, puede estar vinculado al idioma de los mapuches, ya que "thegua" o "trehua", significa "perro" .

## Patrimonio

### Capilla de Nuestra Señora del Rosario de Tegua
Existe en esta comarca geográfica un Monumento Histórico Nacional, la antigua Capilla de Nuestra Señora del Rosario de Tegua, que fue construida originalmente en 1696, y fue sede de uno de los curatos más al sur de la provincia de Córdoba. En 1748 fue remodelada. En 1976 fue declarada "Patrimonio Histórico Nacional", por Decreto N.º 1.256/76, pero actualmente no se encuentra en buen estado de conservación.
La cartografía oficial indica actualmente una capilla Tegua en coordenadas 32°39′ S y 64°16′ O.

### Posta de Tegua
La capilla a su vez, se halla vinculada a la antigua Posta de Tegua, integrante del "Carril de los Chilenos", que en época del Virreinato y primeros años de la Independencia, vinculaba Córdoba con San Luis, Mendoza y Chile. 
La posta de Tegua se hallaba ubicada entre las postas de "Santa Bárbara" y "Corral de Barrancas".